# An evening with Il Divo: live in Barcelona
An evening with Il Divo: live in Barcelona (en español: Una Noche con Il Divo: Concierto de Barcelona), es el primer álbum en directo de la carrera musical del cuarteto de crossover clásico Il Divo. Una presentación en vivo disponible tanto en formato BluRay o un conjunto de DVD + CD de música, del directo en Barcelona el 3 de abril de 2009, en el Palau Sant Jordi.  
El material contiene canciones del repertorio de los cinco álbumes de estudio y del anterior disco The Promise, posicionado en el séptimo lugar de la lista Billboard, en su categoría Clásica. 
Contiene canciones interpretadas principalmente en inglés y en castellano, y el DVD incluye escenas detrás del escenario y una entrevista con el grupo. Ideado por el director creativo Guillermo Baker, el concierto fue una demostración de tecnología avanzada, con el público junto a Il Divo en una experiencia única. Giorgio Armani creó el vestuario de Carlos Marín, David Miller, Sebastien Izambard y Urs Buhler para este concierto.
Su gira «An Evening with Il Divo» abarcó la mayor gira mundial del 2009, recorriendo los seis continentes, con más de 130 fechas. 
Ello les valió el premio Billboard Breakthrough por ser la gira más taquillera del año.
La gira que recorrió 81 ciudades y 31 países.
El DVD + CD incluye dos canciones nuevas en el repertorio de Il Divo («Bridge Over Trouble Water», el clásico de Simon and Garfunkel, y «The Impossible Dream». El álbum en directo és un recorrido por las canciones de sus primero cinco álbumes de estudio, que debutó en el n.º 1 en nueve países, entre ellos España, y vendió más de tres millones de ejemplares en solo dos meses, 500.000 de ellos en Reino Unido, estableciendo ser un concierto y gira referencia para el grupo. 
El álbum en directo alcanzó la primera posición de ventas en Portugal y los Países Bajos y fue Disco de Oro en México, entre muchos otros países de todo el mundo.

## Temas
El DVD del concierto de ‘Il Divo en Barcelona´ incluye las siguientes canciones: Somewhere, Regresa a mí, La Promessa, Angelina, Isabel, Bridge Over Trouble Water, She, Passerà, Senza Catene Unchained Melody, Mama, Nights In White Satin Notte di Luce, The Winner Takes It All Va toda al ganador, Without You Desde el día que te fuiste, Pour que tu m'aimes encore, Everytime I Look At You, Hallelujah, Adagio, La Vida Sin Amor, Caruso, La Fuerza Mayor - The Power of Love, A Mi Manera - My Way, Amazing Grace y The Impossible Dream. 

## Lista de temas

### DVD
| Concierto: An Evening with Il Divo: Live in Barcelona |                                              |                                                                            |          |  |
| N.º                                                   | Título                                       | Escritor(es)                                                               | Duración |  |
| 1.                                                    | «Somewhere»                                  | Leonard Bernstein, Stephen Sondheim                                        |          |  |
| 2.                                                    | «Regresa a mí»                               | Diane Warren                                                               |          |  |
| 3.                                                    | «La Promessa»                                | Jörgen Elofsson, Francesco Galtieri                                        |          |  |
| 4.                                                    | «Angelina»                                   | Alcaraz Gómez, Gordeno, Larossi                                            |          |  |
| 5.                                                    | «Isabel»                                     | Andreas Romdhane, Gabriel Fauré                                            |          |  |
| 6.                                                    | «Bridge over Troubled Water»                 | Paul Simon                                                                 |          |  |
| 7.                                                    | «She»                                        | Charles Aznavour, Herbert Kretzmer                                         |          |  |
| 8.                                                    | «Passerà»                                    | Aleandro Baldi, Giancarlo Bigazzi, Marco Falagiani                         |          |  |
| 9.                                                    | «Senza Catene Unchained Melody»              | Alex North, Hy Zaret                                                       |          |  |
| 10.                                                   | «Mamá»                                       | Larossi, Savan                                                             |          |  |
| 11.                                                   | «Nights In White Satin Notte di Luce»        | Mario Frangoulis, Justin Hayward                                           |          |  |
| 12.                                                   | «The Winner Takes It All Va toda al ganador» | Benny Andersson, Björn Ulvaeus                                             |          |  |
| 13.                                                   | «Without You Desde el día que te fuiste»     | Thomas Evans, Peter Ham                                                    |          |  |
| 14.                                                   | «Pour que tu m'aimes encore»                 | Jean-Jacques Goldman                                                       |          |  |
| 15.                                                   | «Everytime I Look At You»                    | Andy Hill                                                                  |          |  |
| 16.                                                   | «Hallelujah»                                 | Leonard Cohen                                                              |          |  |
| 17.                                                   | «Adagio»                                     | Tomaso Albinoni, Remo Giazotto                                             |          |  |
| 18.                                                   | «La Vida Sin Amor»                           | Alcaraz Gomez, David Kreuger, Per Magnusson, Pablo Pinilla, Matteo Saggese |          |  |
| 19.                                                   | «Caruso»                                     | Lucio Dalla                                                                |          |  |
| 20.                                                   | «La Fuerza Mayor - The Power of Love»        | Peter Gill, Holly Johnson, Brian Nash, Mark O'Toole, Rudy Pérez            |          |  |
| 21.                                                   | «A Mi Manera My Way»                         | Paul Anka, Jacques Revaux, Gilles Thibaut                                  |          |  |
| 22.                                                   | «Amazing Grace»                              | Dave Arch, Urs Bühler, Sebastian Izambard, Carlos Marin, Tradizionale      |          |  |
| 23.                                                   | «The Impossible Dream»                       | J. Darion                                                                  |          |  |
| 1h 50m 39s                                            |                                              |                                                                            |          |  |

### CD
| Canciones del álbum en vivo An Evening with Il Divo: Live in Barcelona |                                          |                                                                       |          |  |
| N.º                                                                    | Título                                   | Escritor(es)                                                          | Duración |  |
| 1.                                                                     | «Regresa a mí»                           | Diane Warren                                                          | 5:01     |  |
| 2.                                                                     | «Senza Catene Unchained Melody»          | Alex North, Hy Zaret                                                  | 3:41     |  |
| 3.                                                                     | «La Promessa»                            | Jörgen Elofsson, Francesco Galtieri                                   | 4:54     |  |
| 4.                                                                     | «Adagio»                                 | Tomaso Albinoni, Remo Giazotto                                        | 4:46     |  |
| 5.                                                                     | «Somewhere»                              | Leonard Bernstein, Stephen Sondheim                                   | 3:28     |  |
| 6.                                                                     | «Nights In White Satin Notte di Luce»    | Mario Frangoulis, Justin Hayward                                      | 4:35     |  |
| 7.                                                                     | «Without You Desde el día que te fuiste» | Thomas Evans, Peter Ham                                               | 3:39     |  |
| 8.                                                                     | «Hallelujah»                             | Leonard Cohen                                                         | 3:18     |  |
| 9.                                                                     | «Amazing Grace»                          | Dave Arch, Urs Bühler, Sebastian Izambard, Carlos Marin, Tradizionale | 3:57     |  |
| 10.                                                                    | «A Mi Manera My Way»                     | Paul Anka, Jacques Revaux, Gilles Thibaut                             | 4:29     |  |